# Quartz Hill (Kanada)
Quartz Hill är en kulle i Kanada.   Den ligger på gränsen mellan provinserna Alberta och British Columbia, i den centrala delen av landet, 3 000 km väster om huvudstaden Ottawa. Toppen på Quartz Hill är 2 054 meter över havet.
Terrängen runt Quartz Hill är bergig söderut, men norrut är den kuperad. Trakten runt Quartz Hill är nära nog obefolkad, med mindre än två invånare per kvadratkilometer.. Det finns inga samhällen i närheten.
I omgivningarna runt Quartz Hill växer i huvudsak barrskog.